# Comuna Ciîstopillea, Lenine
Ciîstopillea (în ucraineană Чистопілля) este o comună în raionul Lenine, Republica Autonomă Crimeea, Ucraina, formată din satele Ciîstopillea (reședința), Libknehtivka, Tasunove și Zatîșne.

## Demografie
Componența lingvistică a comunei Ciîstopillea
     Rusă (54,89%)
     Tătară crimeeană (33,14%)
     Ucraineană (9,64%)
     Alte limbi (0,58%)
Conform recensământului din 2001, majoritatea populației comunei Ciîstopillea era vorbitoare de rusă (54,89%), existând în minoritate și vorbitori de tătară crimeeană (33,14%) și ucraineană (9,64%).